# Vraie Église orthodoxe de Grèce - Synode Kirykos
La Vraie Église orthodoxe de Grèce (synode Kirykos) est une Église orthodoxe vieille-calendariste de Grèce.
Le chef de l'Église porte le titre de Président du synode (titulaire actuel : Mgr Kirykos, depuis 2005).

## Organisation

### Saint-Synode
- Évêque métropolite Kirykos de Mesogaia et Lavriotiki (Grèce) (président du synode)
- Évêque métropolite Amphilochios de Larissa (Grèce)[1]